# 응우옌르엉방
응우옌르엉방(베트남어: Nguyễn Lương Bằng / 阮良朋 완양붕, 1904년 4월 2일 ~ 1979년 7월 20일)은 베트남의 혁명 운동가, 부통령 (1969년부터 1979년까지), 재무부 장관, 베트남 국립은행장, 소련 주재 첫베트남 대사(1952년 ~ 1956년)였다.

## 생애
하이즈엉 성 출신. 민족주의 적 전통이 있는 가난한 가족에서 태어났다.